# Histoire de la dynastie Ming
L'histoire de la dynastie Ming prend place de 1368 à 1644, entre les dynasties Yuan et Qing. La dynastie fut fondée par Zhu Yuanzhang, qui dirigea une révolte contre les Mongols de la dynastie Yuan, qu'il supplanta pour fonder une dynastie, qui marqua le retour d'une famille chinoise à la tête de l'empire. Le règne de son fils Yongle fut l'un des plus remarquables de la dynastie, dont l'autorité commença à s'affaiblir par la suite, même si l'empire entra dans une phase de croissance démographique et économique. Déchirée par des tensions à la cour et dans les provinces, puis soumises à des menaces extérieures, en particulier celle des Mandchous, la dynastie Ming s'effondra durant la première moitié du XVIIe siècle.

Le territoire de la dynastie Ming vers 1580.

## Fondation

### Révolte et rivalité entre rebelles

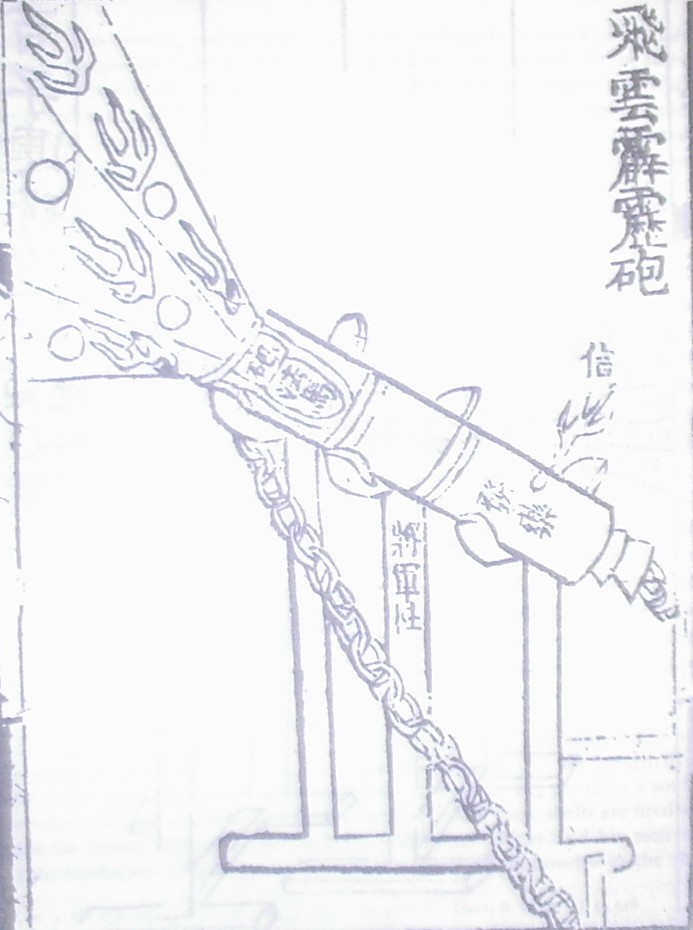
Image d'un canon tiré du Huolongjing, compilé par Jiao Yu et Liu Ji.

La dynastie Yuan mongole (1271-1368) précéda la fondation de la dynastie Ming. En plus d'une discrimination institutionnalisée contre les Han qui encouragea le ressentiment, la chute des Yuan fut attribuée à la sur-taxation de régions très touchées par l'inflation et de graves inondations du fleuve Jaune liées à un abandon des projets d'irrigation. Par conséquent, l'agriculture et l'économie étaient en lambeaux et la révolte éclata parmi les centaines de milliers de paysans réquisitionnés pour réparer les digues du fleuve Jaune.
Plusieurs groupes de Han chinois se révoltèrent, dont les Turbans rouges en 1351. Les Turbans rouges étaient affiliés au Lotus blanc, une société secrète bouddhiste. Zhu Yuanzhang était un paysan sans le sou et un moine bouddhiste qui rejoignit les Turbans rouges en 1352 qui se fit rapidement une réputation en épousant la fille adoptive d'un commandant rebelle. En 1356, les forces de Zhu capturèrent la ville de Nanjing qui deviendra par la suite la capitale des Ming.
Avec l'effondrement de la dynastie Yuan, plusieurs groupes rebelles commencèrent à s'affronter pour le contrôle du pays et le droit d'établir une nouvelle dynastie. En 1363, Zhu Yuanzhang élimina son pire ennemi et chef de la faction rebelle Han Chen Youliang lors de la bataille du lac Poyang, possiblement l'une des plus grandes batailles navales de l'histoire. Grâce à l'utilisation de brûlots, les 200 000 marins de Zhu parvinrent à vaincre la flotte rebelle pourtant supérieure en nombre. La victoire éliminait la dernière faction rebelle ce qui laissait Zhu Yuanzhang maitre incontesté de la riche vallée du Yangzi Jiang et lui permettait de cimenter son pouvoir dans le sud. Après la mort suspecte du chef des Turbans rouge alors qu'il était l'invité de Zhu en 1367, il n'y avait plus personne pour contester son accession au trône et il fit connaitre ses ambitions impériales en envoyant son armée vers la capitale Yuan Dadu (actuel Pékin) en 1368. Le dernier empereur Yuan se réfugia dans le nord à Shangdu et Zhu annonça la fondation de la dynastie Ming après avoir rasé les palais Yuan de Dadu ; la ville fut renommée Beiping la même année. Zhu Yuanzhang prit le nom de Hongwu signifiant 'Terriblement Martial'.

### Règne de l'empereur Hongwu

Portrait de l'empereur Hongwu(1368-1398)

Hongwu se lança immédiatement dans la reconstruction de l'infrastructure du pays. Il fit construire un mur de 48 km autour de Nanjing ainsi que de nombreux palais et centres administratifs. Le Livre des Ming avance que dès 1364 Zhu Yuanzhang avait commencé à rédiger un nouveau code pénal confucianiste, le Da Ming Lü, qui fut achevé en 1397 et reprenait certains éléments de l'ancien code Tang de 653. Hongwu organisa un système militaire appelé le weisuo, similaire au système fubing de la dynastie Tang (618-907).
En 1380, Hongwu fit exécuter son chancelier Hu Weiyong (胡惟庸) après des rumeurs de coup d'état. Il abolit ensuite ce poste et assuma les rôles d'empereur et de premier ministre et la plupart des empereurs Ming firent de même,. De plus en plus suspicieux de ses ministres et de ses sujets, Hongwu créa la Jinyi Wei, une police secrète formée de ses propres gardes. Celle-ci fut partiellement responsable de la mort de 100 000 personnes dans des purges,.

### Yunnan

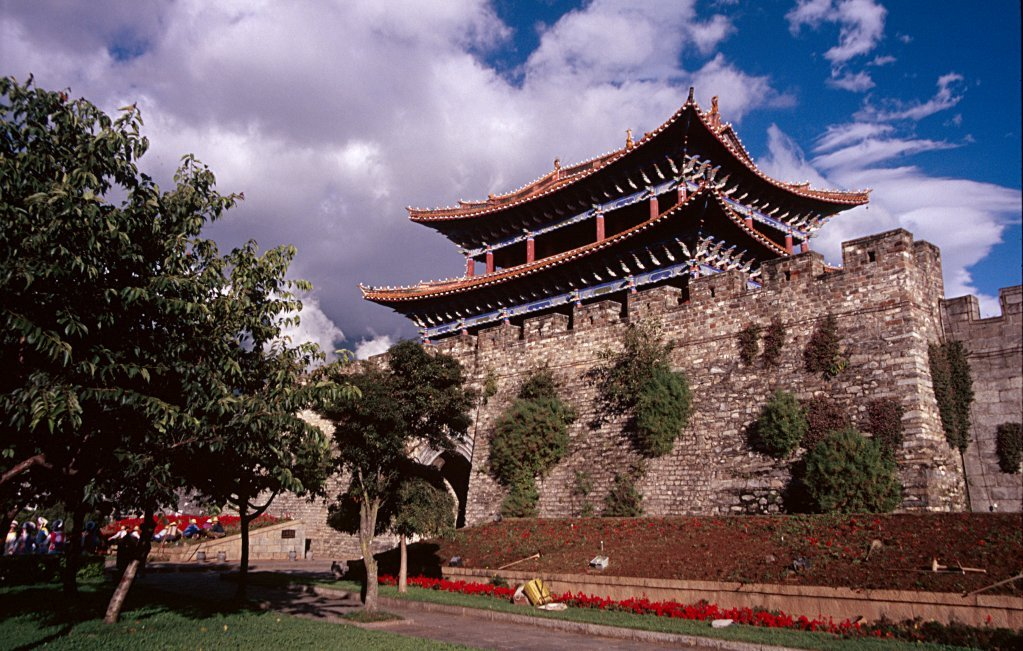
L'ancienne porte sud de la ville de Dali (Yunnan).

Dans le Qinghai, les Salar musulmans rallièrent volontairement le pouvoir Ming vers 1370. Les troupes ouïghours du général ouïghour Hala Bashi réprimèrent les rébellions Miao des années 1370 et s'établirent à Changde dans le Hunan. Les troupes Hui musulmanes s'implantèrent également dans le Hunan à la suite des guerres menées par les Ming dans la région. En 1381, la dynastie Ming annexa des zones du Yunnan qui avaient fait partie du royaume de Dali à la suite de la conquête de ces territoires contrôlés par des Mongols fidèles à la dynastie Yuan par les armées Hui des Ming. Les Hui du général Mu Ying, qui fut nommé gouverneur du Yunnan, se réinstallèrent dans la région dans un effort de colonisation. Vers la fin du XIVe siècle, environ 200 000 colons s'étaient installés dans environ 2 000 000 de mu (1 416 km2) de terres dans ce qui est aujourd'hui le Yunnan et le Guizhou. Environ un-demi million de colons supplémentaires s'y implantèrent par la suite ; ces migrations entrainèrent de profonds changements dans cette région où auparavant plus la moitié des habitants n'étaient pas de l'ethnie Han. Le ressentiment contre ces changements massifs de population et la présence gouvernementale qui en résulta entraina plusieurs révoltes des Yiao et des Miao en 1464 et 1466 qui furent écrasées par 30 000 soldats Ming soutenus par 160 000 soldats du Guangxi. Après que l'érudit et philosophe Wang Yangming (1472-1529) eut réprimé une autre révolte dans la région, il milita pour la mise en place d'une administration unique et centralisée des groupes ethniques locaux afin de mettre en place une sinisation des populations locales.

### Relations avec le Tibet

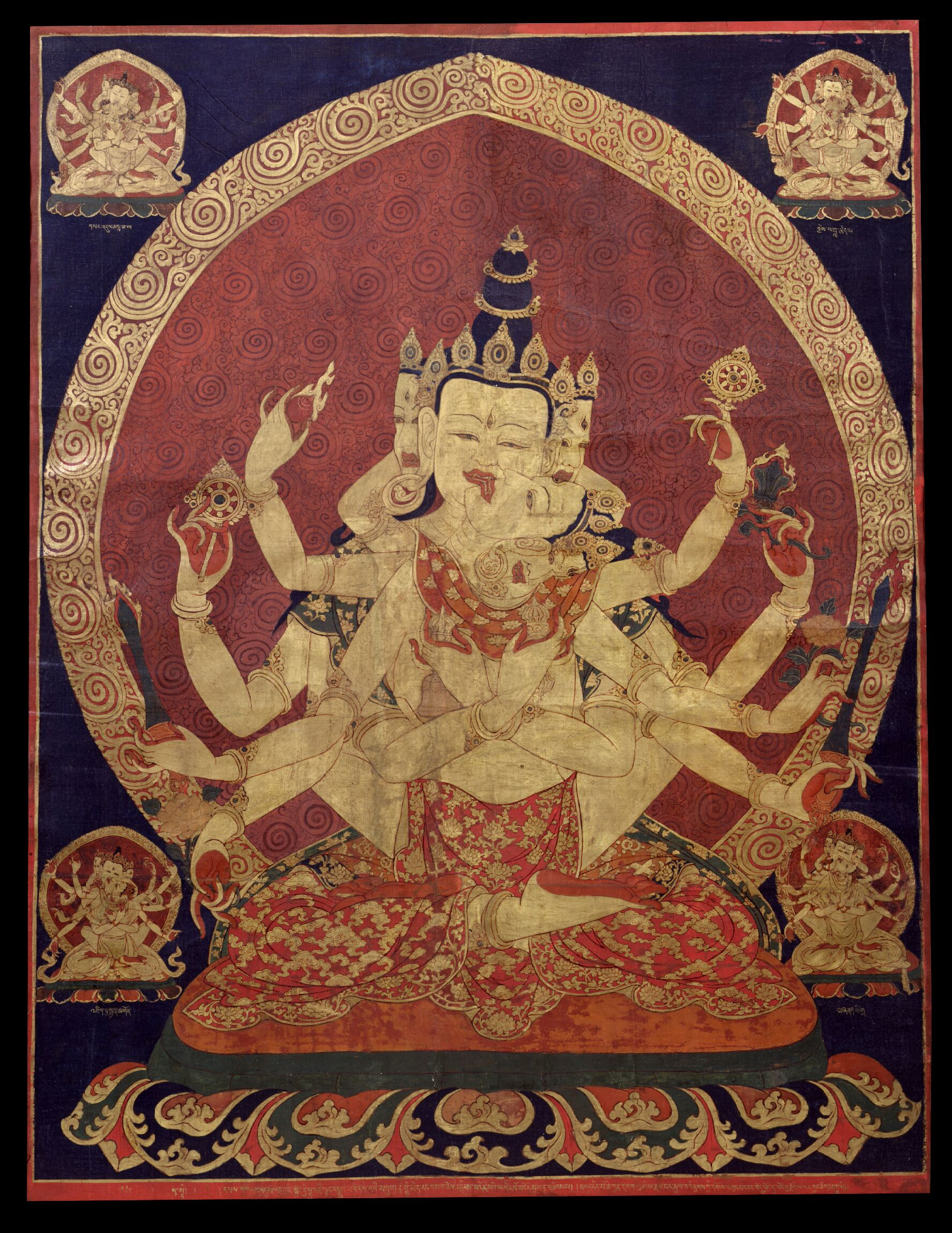
Un thangka tibétain du XVIIe siècle représentant Guhyasamaja Akshobhyavajra ; la Cour de la dynastie Ming a rassemblé divers articles qui provenaient du Tibet en tribut (comme des thangkas), et en retour accordait aux porteurs de tributs tibétains des cadeaux.

Le Livre des Ming, l'histoire officielle de la dynastie Ming rédigée par la dynastie Qing en 1739 avance que les Ming établirent des commanderies itinérantes supervisant l'administration tibétaine tout en renouvelant les titres des anciens officiels de la dynastie Yuan du Tibet et en conférant des titres princiers aux chefs des sectes bouddhistes tibétaines. Cependant, Turrell V. Wylie avance que la censure dans le Livre des Ming destinée à promouvoir à tout prix le prestige et la réputation de l'empereur efface les nuances des relations sino-tibétaines lors de la période Ming.
Les spécialistes modernes débattent encore pour savoir si la dynastie Ming avait réellement la souveraineté sur le Tibet ou s'il s'agissait une suzeraineté souple largement affaiblie lorsque l'empereur Jiajing (1521-1567) persécuta la bouddhisme en faveur du taoïsme à la cour,, et quelques autres spécialistes avancent que la nature profondément religieuse des relations entre la cour des Ming et les lamas tibétains est sous-représentée dans les recherches modernes,. D'autres soulignent l'aspect commercial des relations, notant l'échange de chevaux tibétains contre le thé chinois,,,.
Les Ming initièrent des interventions militaires sporadiques au Tibet durant le XIVe siècle tandis que les Tibétains organisaient avec succès une résistance armée contre les incursions Ming,. Patricia Ebrey, Thomas Laird, Wang Jiawei et Nyima Gyaincain font remarquer que la dynastie Ming n'a pas stationné de troupes permanentes au Tibet,, à la différence de la précédente dynastie Yuan mongole. L'empereur Wanli (1572-1620) fit des tentatives pour rétablir des relations sino-tibétaines à la veille de l'alliance mongolo-tibétaine initiée en 1578. Cette dernière affecta la politique étrangère de la dynastie Qing mandchoue dans son soutien au Dalai Lama de l'école des bonnets jaunes,,,,. À la fin du XVIe siècle, les Mongols se montrèrent des protecteurs armées efficaces du Dalai Lama après leur installation dans la région de l'Amdo qui culmina avec la conquête du Tibet de Güshi Khan (1582-1655) en 1642,,,.

## Règne de l'empereur Yongle

Portrait de l'empereur Yongle (1402-1424)

### Arrivée au pouvoir
L'empereur Hongwu désigna son petit-fils Zhu Yunwen pour être son successeur et il monta sur le trône sous le nom de Ming Jianwen (1398-1402) après la mort de Hongwu en 1398. Le plus puissant des fils de Hongwu, Zhu Di, alors chef de l'armée était en désaccord avec cette décision et peu après une confrontation politique éclata entre lui et son neveu. Après que Jianwen eut fait arrêter de nombreux associés de Zhu Di, ce dernier organisa une rébellion qui entraina une guerre civile de trois ans. Sous le prétexte de sauver le jeune Jianwen des fonctionnaires corrompus, Zhu Di mena personnellement la révolte; le palais de Nanjing fut incendié et l'empereur Jianwen, sa femme, sa mère et les courtier périrent dans l'incendie. Zhu Di monta sur le trône sous le nom de Ming Yongle (1402-1424) ; son règne est universellement considéré par les spécialistes comme la « seconde fondation » de la dynastie Ming car il annula de nombreuses réformes de son père.

### Nouvelle capitale
Yongle ramena Nanjing au rang de seconde capitale et en 1403 il annonça que la nouvelle capitale de la Chine serait son fief à Pékin. La construction de la nouvelle ville dura de 1407 à 1420 et employa des centaines de milliers d'ouvriers. Au centre se trouvait le centre politique de la Cité impériale et au centre de celle-ci se trouvait la Cité interdite, le palais de l'empereur et de sa famille. En 1553, la ville s'étendit vers le sud ce qui porta sa taille à 47 km2.
Après avoir été négligé durant plusieurs décennies, le Grand Canal fut restauré entre 1411 et 1415. La principale raison de cette restauration était la difficulté de transporter les céréales vers le nord jusqu'à Pékin. Le transport des 4 000 000 de shi (un shi est égal à 107 litres) était rendu difficile par le système inefficace d'acheminement par la mer de Chine orientale et par les nombreux autres canaux qui imposaient de nombreux chargements et déchargements. D'autres sources de l'époque avancent même 30 millions de shi de céréales collectée par l'administration Ming. Yongle recruta 165 000 ouvriers pour draguer le canal dans le Shandong et construire une série de quinze écluses,. La réouverture permit également à la ville Suzhou, mieux positionnée, de supplanter Nanjing comme le principal centre commercial de Chine.
Yongle recruta 2 000 érudits pour rédiger l'Encyclopédie de Yongle composée de plus de 50 millions de sinogrammes et divisée en 22 938 chapitres afin de compiler les connaissances de l'époque.

### Flotte des Trésors

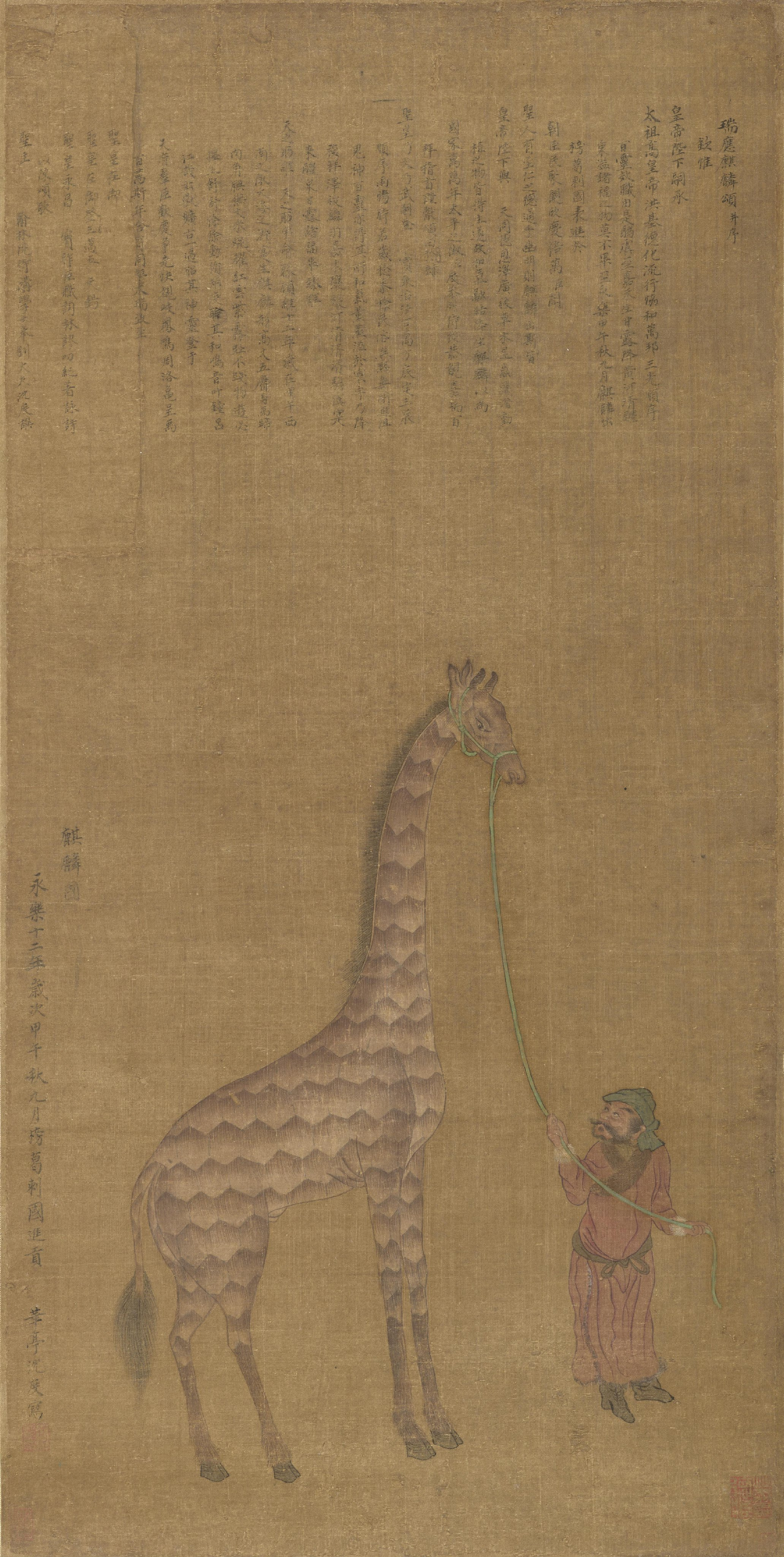
Une girafe ramenée de l'Empire Ajuuraan dans la Corne de l'Afrique en 1414 ; les Chinois associaient la girafe avec le mythique qilin.

En 1405, l'empereur Yongle plaça son eunuque favori, l'amiral Zheng He (1371-1433), à la tête d'une gigantesque flotte de navires destinées à des missions diplomatiques. Les Chinois avaient mené des missions diplomatiques terrestres vers l'est dès la période Han (202 av-J.C. - 220 av-J.C.) et étaient engagés dans le commerce maritime qui s'étendait jusqu'en Afrique de l'est. Cependant la taille de cette nouvelle flotte n'avait encore jamais été vue. Il y eut au total sept voyages diplomatiques principalement dans l'océan Indien. Entre 1403 et 1419, les chantiers navals de Nanjing construisirent 200 navires dont les grands navires aux trésors. La taille exacte de ces vaisseaux est inconnue mais leur longueur était certainement supérieure à 60 m et certains spécialistes évoquent 120 m de long. Dans tous les cas, ils étaient largement plus lourds que tous les navires européens de l'époque. Ces voyages diplomatiques s'arrêtèrent à la mort de l'empereur Yongle car la Chine devait faire face à la menace des Mongols au nord et n'avait plus les moyens de financer ces ruineuses expéditions. À la suite de rivalités de pouvoir à la cour impériale qui vit les mandarins soucieux d'orthodoxie l'emporter sur les eunuques partisans de l'ouverture, le pays de referma sur lui-même et en 1479, les documents relatifs à ces voyages furent détruits et des lois interdirent la construction de grands navires. Cette décision entraîna l'accroissement de la piraterie le long des côtes chinoises. Les pirates japonais (Wakō) commencèrent à mener des raids sur les communautés côtières mais la majorité des attaques était le fait de Chinois.

## Crise de Tumu

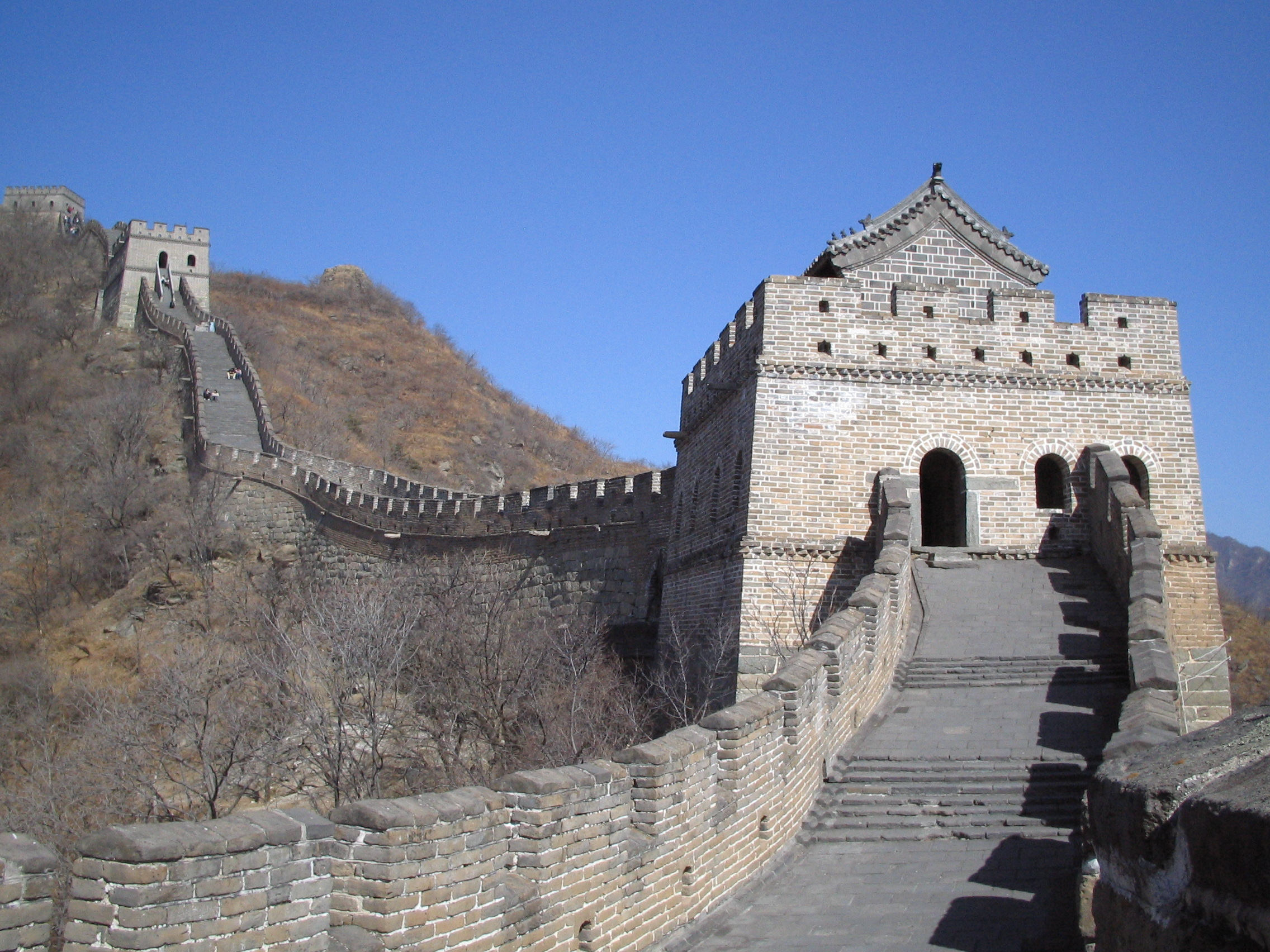
La Grande Muraille; bien que les murs en pisé des anciens Royaumes combattants aient été transformés en un mur unique par les dynasties Qin et Han, la grande majorité des parties en brique et en pierre de la Grande Muraille ont été construites par la dynastie Ming.

Le chef mongol des Oïrats, Esen Taidji, lança une invasion de la Chine en juillet 1449. Le chef eunuque Wang Zhen encouragea l'empereur Zhengtong (1435-1449) de mener personnellement une force pour affronter les Mongols après une récente défaite Ming ; quittant la capitale avec 50 000 hommes, Zhengtong laissa son demi-frère Zhu Qiyu s'occuper des affaires en tant que régent temporaire. Le 8 septembre, Esen battit l'armée Ming et Zhengtong fut capturé, un événement connu sous le nom de crise de Tumu. Les Mongols souhaitaient échanger l'empereur Zhengtong contre une rançon mais ce plan échoua lorsque le jeune frère de Zhengtong monta sur le trône en tant que Ming Jingtai (1449-1457) ; les Mongols furent également repoussés par le nouveau ministre de la guerre Yu Qian (1398-1457). Garder Zhengtong en captivité était devenu inutile depuis qu'un autre était devenu empereur à sa place et les Mongols décidèrent de le libérer. Zhengtong fut placé en détention dans le palais jusqu'en 1457 lorsqu'un coup d'état lui permit de redevenir empereur sous le nom de Ming Tianshun (1457-1464).
Son règne fut troublé et l'intégration des forces mongoles au sein de l'armée Ming continua de se révéler problématique. Le 7 août 1461, le général chinois Cao Qin et ses troupes Ming de descendance mongole organisèrent un coup d'état contre Tianshun de peur d'être les prochaines victimes des purges de ceux qui avaient soutenu la succession de Jingtai. Les rebelles parvinrent à incendier les portes ouest et est de la Cité impériale et à tuer plusieurs ministres influents avant qu'ils ne soient acculés et Cao Qin se suicida.
Alors que l'empereur Yongle avait organisé cinq offensives majeures au nord de la Grande Muraille contre les Mongols, la menace permanente des incursions mongoles poussa les autorités Ming à fortifier la Grande Muraille de la fin du XVe siècle jusqu'au XVIe siècle ; néanmoins, John Fairbank note que « cela se révéla peu efficace mais que cela reflétait la mentalité défensive de la Chine ». Malgré tout, la Grande Muraille n'avait pas une vocation purement défensive, ses tours abritaient des feux qui permettaient de signaler les mouvements des troupes ennemies.

## Contact avec les Européens

L'empereur Zhengde (1491-1521)

Bien que Jorge Álvares ait été le premier à poser le pied sur l'île de Lintin dans le delta de la rivière des Perles en mai 1513, ce fut Rafael Perestrelo, un cousin de Christophe Colomb, qui devint le premier explorateur européen à débarquer sur la cote sud de la Chine et à commercer à Guangzhou (Canton) pour le compte du Portugal en 1516,,. En 1517, les Portugais lancèrent une plus grande expédition commerciale à Guangzhou et ils envoyèrent une délégation au nom de Manuel Ier de Portugal à la cour de l'empereur Zhengde. Les relations se dégradèrent rapidement à la mort de l'empereur lorsque les ambassadeurs de Malacca (dans l'actuelle Malaisie) accusèrent les Portugais d'avoir déposé leur roi. En 1521 et en 1522, les forces navales chinoises repoussèrent les navires portugais et les premières couleuvrines à chargement par la culasse furent introduites en Chine.

L'empereur Ming Jiajing (1572-1620)

Malgré ces débuts difficiles, les Portugais envoyèrent des missions commerciales annuelles sur l'île de Sancian et les relations se normalisèrent au début des années 1550. En 1557, les Portugais parvinrent à convaincre la cour Ming de signer un accord qui ferait de Macao un comptoir commercial sur la cote de mer de Chine méridionale. Les Chinois acceptèrent car la colonie portugaise permettait de contrôler les autres puissances européennes et les Portugais repoussèrent ainsi plusieurs attaques hollandaises de Macao en 1601, 1607 et 1622. Les Hollandais bloquèrent même Zhangzhou en 1623 pour obtenir le droit de commercer. Les relations entre les deux pays s'améliorèrent ensuite et en 1639, le Japon arrêta de commercer avec les Portugais à la suite de la rébellion de Shimabara et Macao perdit de son importance.
Les principales exportations chinoises étaient la soie et la porcelaine. La Compagnie néerlandaise des Indes orientales transporta à elle seule plus de six millions d'objets en porcelaine jusqu'en Europe entre 1602 et 1682. En échange, la Chine achetait de l'argent, initialement aux Japonais, puis aux Portugais et finalement aux Espagnols lorsque ceux-ci s'implantèrent dans les Philippines,. On ne connait pas la quantité exacte d'argent ayant été transférée en Chine depuis les Philippines mais on sait que le principal port d'exportation de l'argent extrait en Amérique, Acapulco, exporta annuellement entre 150 et 350 t d'argent de 1597 à 1602.
Même si le gros des importations chinoises était composé d'argent, les Chinois achetèrent des plantes comme la patate douce, le maïs ou l'arachide. Celles-ci pouvaient être cultivées dans des zones où les cultures traditionnelles, le riz, le blé ou le millet ne poussaient pas et cela participa à l'augmentation de la population chinoise,. Sous la dynastie Song (960-1279), le riz était devenue la principale céréale des pauvres mais la patate douce devint l'un des aliments de base des classes inférieures après son introduction vers 1560.

## Déclin de la dynastie Ming

### Règne de l'empereur Wanli

L'empereur Wanli (1572-1620)

Le coût exorbitant de la Guerre Imjin en Corée contre le Japon était l'un des nombreux problèmes fiscaux auquel était confronté la Chine sous le règne de l'empereur Wanli (1572-1620). Au début de son règne, Wanli s'entoura de conseillers avisés et géra efficacement les affaires de l'état. Son Grand Secrétaire Zhang Juzheng (en fonction entre 1572 et 1582) mit en place un système efficace d'alliances avec les hauts fonctionnaires. Cependant, après sa mort, il n'y eut plus aucune personne pour assurer la stabilité de ces alliances et les fonctionnaires se divisèrent en groupes rivaux. Par la suite, Wanli se fatigua des affaires de la cour et des fréquentes querelles entre ses ministres et préféra se retirer derrière les murs de la Cité Interdite. Les fonctionnaires perdirent leur influence dans l'administration car les eunuques devinrent des intermédiaires entre l'empereur distant et ses subalternes ; tout haut fonctionnaire qui souhaitait discuter des problèmes de l'état devait persuader ou corrompre les puissants eunuques simplement pour que son message soit transmis à l'empereur.

### Rôle des eunuques

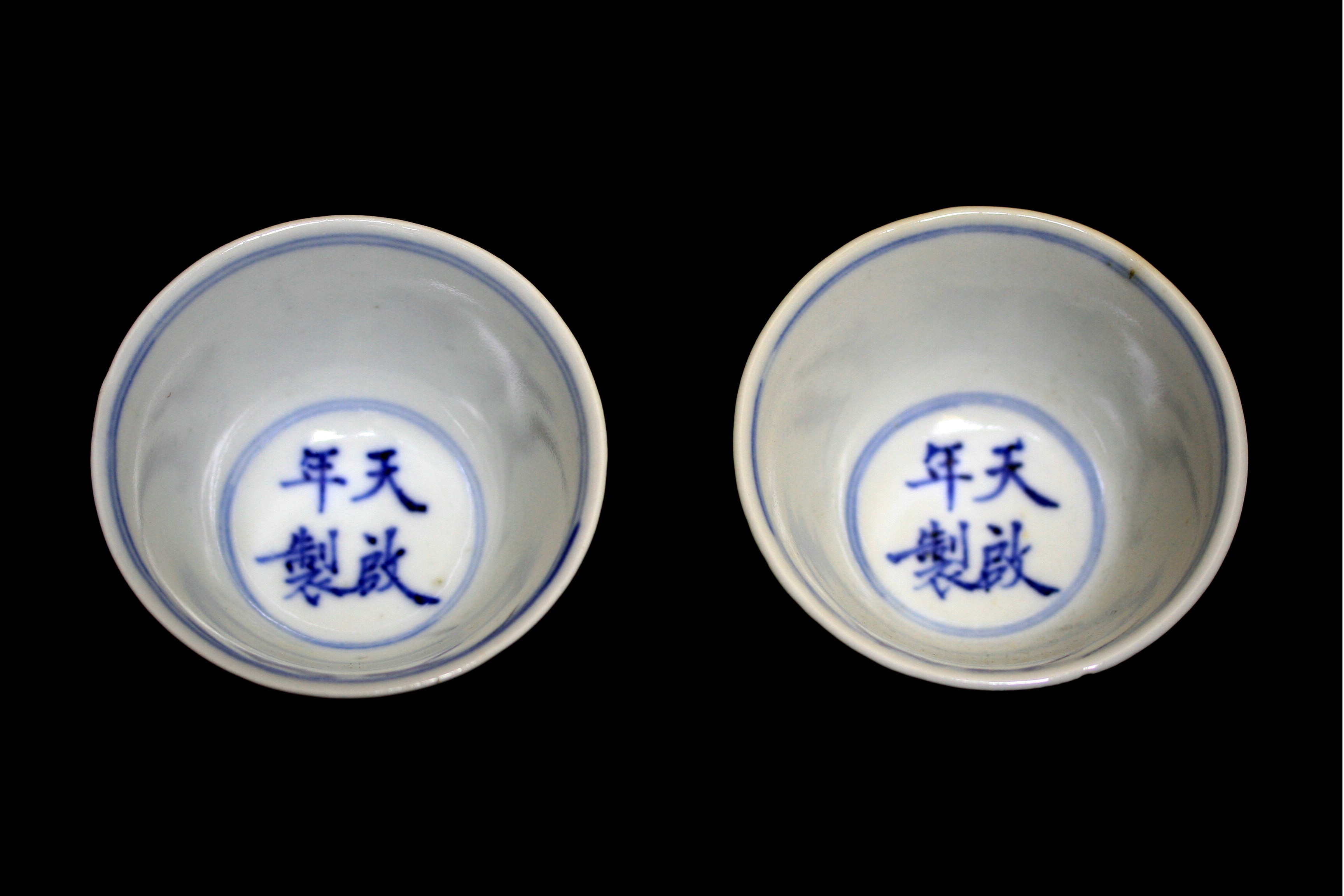
Tasses de la période Tianqi issues de la collection Nantoyōsō du Japon; L'empereur Tianqi était largement influencé par l'eunuque Wei Zhongxian (1568-1627).

Il a été dit qu'Hongwu avait interdit aux eunuques d'apprendre à lire ou à s'engager en politique. Que ces restrictions aient réellement été appliquées ou non, les eunuques sous le règne de Yongle et ses successeurs géraient d'importants ateliers impériaux, commandaient des armées et participaient aux nominations et aux promotions des fonctionnaires. Les eunuques développèrent leur propre bureaucratie organisée en parallèle mais sans être assujettie à la bureaucratie officielle des fonctionnaires. Même s'il y eut plusieurs eunuques dictatoriaux tout au long de la période Ming, comme Wang Zhen, Wang Zhi et Liu Jin, la domination excessive et tyrannique des eunuques ne devint pas évidente avant les années 1590 lorsque l'empereur Wanli accrut leur influence sur la bureaucratie civile et leur accorda le droit de collecter les taxes,,.
L'eunuque Wei Zhongxian (1568-1627) domina la cour de l'empereur Tianqi (1620-1627) et fit torturer et exécuter ses rivaux politiques, principalement des critiques appartenant au mouvement Dongli. Il fit construire des temples en son honneur dans toute la Chine ainsi que des palais personnels construits avec les fonds alloués à la réalisation des tombes des empereurs précédents. Ses amis et sa famille furent nommés à des positions importantes même s'ils n'avaient pas les qualifications suffisantes. Wei publia également un travail historique vilipendant et rabaissant ses opposants politiques. L'instabilité à la cour s'aggrava au moment où les catastrophes naturelles, les épidémies, les révoltes et les menaces extérieures étaient à leur paroxysme. Bien que l'empereur Chongzen (1627-1644) ait tenté de redresser la situation catastrophique laissée par ses prédécesseurs en chassant Wei (qui se suicidera), l'influence des eunuques à la cour continua jusqu'à l'effondrement de la dynastie deux décennies plus tard.

### Désastres et dépression économique

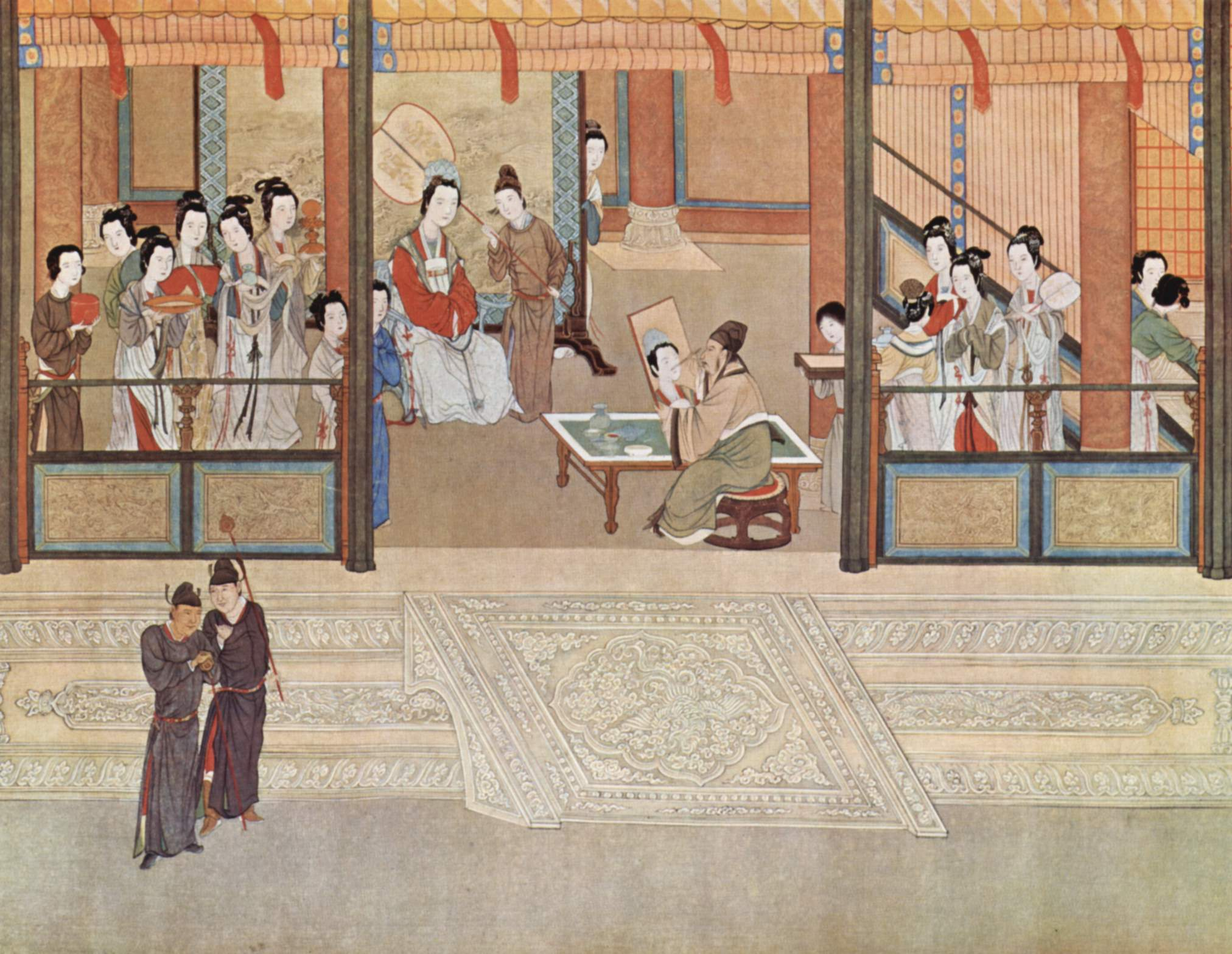
Un matin d’automne dans le palais Han, par le peintre Qiu Ying (1494-1552) ; l'afflux massif d'argent dans les caisses de l'état entraina l'apparition d'un luxe excessif à la cour.

Durant les dernières années du règne de Wanli et ceux de ses deux successeurs, le manque soudain d'argent, alors la principale monnaie d'échange de l'empire, provoqua une grave crise économique. Philippe IV d'Espagne (1621-1665) commença à s'attaquer à la contrebande d'argent entre le Mexique et le Pérou à travers le Pacifique vers la Chine en faveur du transport direct de l'argent jusqu'en Espagne. En 1639, le nouveau régime Tokugawa au Japon cessa la plus grande partie de son commerce avec les puissances européennes, réduisant une autre source d'argent pour la Chine. La simultanéité de ces événements causa une hausse importante de la valeur de l'argent et fit que le paiement des taxes et des impôts devenait très difficile pour de nombreuses provinces. Les habitants commencèrent à amasser l'argent alors de plus en plus rare, ce qui entraina une chute de la valeur du cuivre par rapport à celle de l'argent. Dans les années 1630, mille pièces de cuivre valaient autant qu'une once d'argent ; en 1640, elles ne valaient plus que la moitié d'une once et un moins d'un tiers en 1643. Pour les paysans ce fut un désastre car ils payaient les taxes en argent alors que le commerce local et la vente de leurs produits se faisait en cuivre.
Dans cette première moitié du XVIIe siècle, les famines devinrent communes dans le nord de la Chine du fait d'un temps inhabituellement sec et froid qui réduisit la période de pousse ; ces conditions climatiques étaient liées à un événement écologique global appelé petit âge glaciaire. Les famines, la hausse des taxes, d'importantes désertions militaires, un système sanitaire déclinant, des catastrophes naturelles comme des inondations et l'incapacité du gouvernement à gérer l'irrigation et la gestion des crues causèrent d'énormes pertes de population. Le gouvernement central manquait de moyens et ne pouvait pas faire grand-chose pour réduire les effets de ces calamités. Pour aggraver encore la situation, une épidémie ravagea la Chine du Zhejiang au Henan, tuant un nombre inconnu mais certainement important de personnes. Le tremblement de terre le plus meurtrier de tout l'histoire, le tremblement de terre de Shaanxi de 1556 qui tua environ 830 000 personnes eut lieu lors du règne de l'empereur Jiajing.

### Ascension des Mandchous

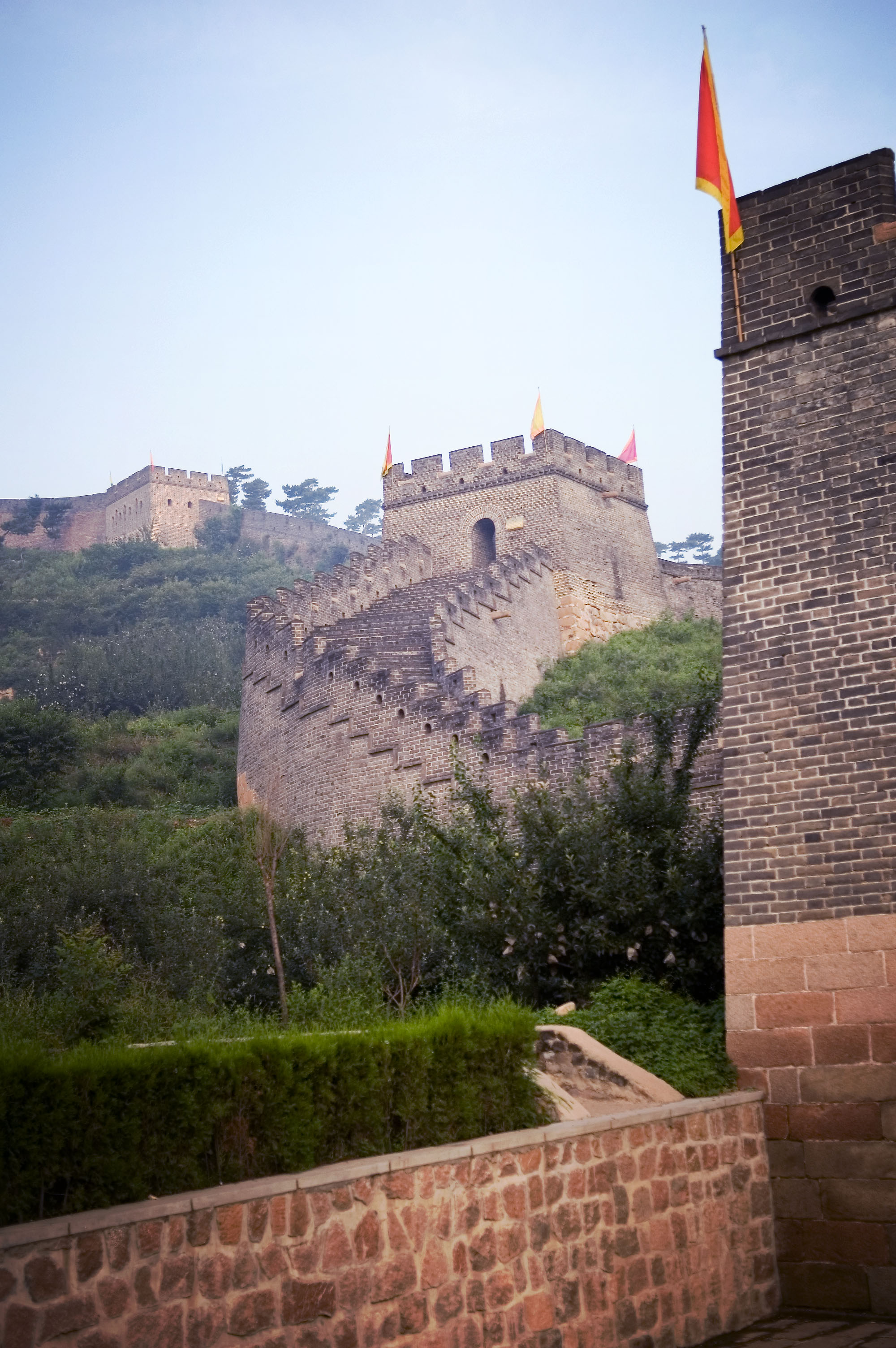
Shanhaiguan le long de la Grande Muraille, la porte où les Mandchous furent repoussés à de nombreuses reprises avant que Wu Sangui ne les laisse entrer en 1644.

Un chef tribal de la tribu Jurchen nommé Nurhaci (1616-1626) unifia rapidement toutes les tribus de Mandchourie. Durant la Guerre Imjin, il offrit de mener ses tribus en soutien des armées Ming et Joseon. Cette offre fut déclinée mais il reçut des titres Ming honorifiques pour ce geste. Reconnaissant la faiblesse des Ming au nord de leur frontière, il unit toutes les tribus du nord et consolida son pouvoir dans la région comme l'avait fait la dynastie Jin également d'origine Jurchen auparavant. En 1610, il brisa ses relations avec la cour Ming ; en 1618 il demanda aux Ming de payer un tribut pour réparer les sept griefs qu'il documenta et envoya à la cour Ming. Il s'agissait d'une déclaration de guerre car les Ming n'allaient pas offrir un tribut à un ancien vassal.
Sous le commandement du général Yuan Chonghuan (1584–1630), les Ming furent capables de repousser les Jurchens à de nombreuses reprises comme lors de la bataille de Ningyuan en 1628. Malgré sa nomination au poste de maréchal de toutes les forces du nord-est en 1628, il fut exécuté en 1630 après avoir été accusé, certainement à tort, de trahison. Les généraux suivants furent incapables de faire face à la menace jurchen. Pendant ce temps, ces derniers développèrent leur artillerie et rassemblèrent des alliés. Ils furent même capables de recruter des fonctionnaires et des généraux Ming comme conseillers. Shenyang qui était tombé entre les mains des forces Qing en 1621 et qui devint leur capitale en 1625,. En 1632, ils avaient conquis la plus grande partie de la Mongolie-Intérieure, recrutant ainsi un grand nombre de soldats mongols et obtenant une nouvelle route vers le cœur des Ming.
Le fils de Nurhaci, Huang Taiji, changea son nom (il se renomma  Chongde), celui de sa dynastie (les « Jin postérieurs » devint « Grands Qing » en 1636) et celui de son peuple (l'ethnie Jurchen devint Mandchoue,). Il adopta également le titre chinois impérial de huangdi. En 1638 les Mandchous envahirent la Corée Joseon, traditionnellement alliée de la Chine, avec une armée de 100 000 hommes. Peu après, les Coréens renoncèrent à leur longue loyauté envers la dynastie Ming.

### Rébellion, invasion et effondrement
L'Empire fut alors miné par des révoltes intérieures paysannes. Un paysan soldat nommé Li Zicheng (1606-1645) se mutina avec ses compagnons d'armes dans l'ouest du Shaanxi au début des années 1630 après que le gouvernement Ming eut échoué à leur faire parvenir le ravitaillement dont ils avaient besoin. En 1634 il fut capturé par un général Ming et relâché sur sa parole qu'il reprendrait son service. L'accord fut rapidement rompu car le magistrat local avait fait exécuter 36 de ses compagnons ; les troupes de Li se vengèrent en tuant les fonctionnaires et en menant une révolte basée à Rongyang dans le centre de la province du Henan en 1635. Dans les années 1640, un ancien soldat et un rival de Li, Zhang Xianzhong (1606-1647) avait entamé une rébellion à Chengdu dans le Sichuan tandis que celle de Li se trouvait dans le Hubei et débordait dans le Shaanxi et le Henan.
À partir de 1640, de nombreux paysans chinois affamés, incapables de payer leurs impôts et n'ayant plus peur des armées Ming fréquemment battues, commencèrent à former d'importants groupes rebelles. L'appareil militaire chinois coincé entre les raids mandchous au nord et l'instabilité grandissante dans les provinces commença à se déliter. Non payée et sans ravitaillement, l'armée Ming fut défaite par Li Zicheng. Le 26 mai 1644, Pékin tomba aux mains d'un groupe rebelle après que les portes de la ville eurent été ouvertes par traitrise ; dans la tourmente, le dernier empereur Ming se pendit à un arbre du jardin impérial à l'extérieur de la Cité interdite.
Saisissant l'opportunité, les Mandchous franchirent la Grande Muraille: un général Ming Wu Sangui (1612-1678) leur ouvrit les portes à Shanhaiguan peu après avoir appris la chute de la capitale et qu'une armée de Li Zicheng marchait sur lui ; pesant ses possibilités d'alliances, il choisit de se ranger du côté des Mandchous. L'armée mandchoue menée par le prince Dorgon et Wu Sangui approcha de Pékin après que l'armée de Li eut été détruite à Shanhaiguan ; l'armée de Li quitta la capitale le 4 juin. Deux jours plus tard, les Mandchous et Wu entrèrent dans la ville et ils installèrent le jeune empereur Shunzhi sur le trône impérial. Après avoir été chassé de Xi'an par les Mandchous, poursuivi le long de la rivière Han jusqu'à Wuchang, Li Zicheng mourut à la frontière nord du Jiangxi à l'été 1645. Certains avancent qu'il s'était suicidé et d'autres qu'il fut battu par des paysans à qui il avait volé de la nourriture.
Malgré la perte de Pékin et la mort de l'empereur, le pouvoir Ming n'était pas anéanti. Des éléments Ming dispersés survécurent après 1644 comme Koxinga (Zheng Chenggong) à Taiwan (Formose). Les provinces du Nanjing, du Fujian, du Guangdong, du Shanxi et du Yunnan restaient des bastions Ming. Cependant, il y avait de nombreux prétendants au trône Ming et leurs forces étaient divisées. Chaque faction fut battue individuellement par les Qing, et, en 1662 Zhu Youlang, le dernier prétendant Ming, fut exécuté. Malgré cela, des petits groupes loyalistes continuèrent d'exister jusqu'à la proclamation de la République de Chine.